# Zeitpräferenz (Volkswirtschaft)
Die Zeitpräferenz (auch Gegenwartspräferenz) ist ein Konzept der Volkswirtschaftslehre und beschreibt insbesondere in der Mikroökonomie, die Präferenz von Verbrauchern, Konsum in der Gegenwart gegenüber künftigem Konsum vorzuziehen. Allgemeiner ausgedrückt bestimmt die Zeitpräferenz, zu welchem Zeitpunkt ein Individuum den Konsum eines bestimmten Guts vorzieht, wenn es die Wahl zwischen mehreren möglichen Zeitpunkten hat (intertemporale Entscheidung).
In der Regel wird angenommen, dass Konsumenten ein Gut lieber in der Gegenwart als in der Zukunft konsumieren. So liegt dieser Fall von positiver Zeitpräferenz den meisten ökonomischen Modellen zugrunde. Prinzipiell ist es aber auch denkbar, dass ein Verbraucher ein Gut erst später konsumieren möchte (vgl. Vorfreude).
Das Konzept eröffnet Forschungsfragen zu (zeit-)inkonsistenten Präferenzen genauso wie zum hyperbolischen Diskontieren.

## Zeitpräferenzrate

### Definition
Die Stärke der Zeitpräferenz wird als Zeitpräferenzrate angegeben (manchmal auch Diskontrate genannt). Sie ist definiert als
{\displaystyle Z:={\frac {U_{0}(C_{0})-U_{0}(C_{1})}{U_{0}(C_{0})}}}.
Dabei ist {\displaystyle U_{0}(C_{0})} der Nutzen aus Sicht der Zeitperiode 0 des Konsums {\displaystyle C_{0}} in dieser Zeitperiode und {\displaystyle U_{0}(C_{1})} der Nutzen aus Sicht der Zeitperiode 0 eines Konsums {\displaystyle C_{1}} in der Folgeperiode, wobei gilt: {\displaystyle U_{0}(C_{0})} = {\displaystyle U_{1}(C_{1})}, das heißt der subjektive Nutzen des Konsums beider Güter in der jeweiligen Periode ist aus Sicht der jeweiligen Zeitperiode identisch.
Für den Fall, dass der heutige Nutzen aus dem zukünftigen Konsum größer ist als derjenige aus dem heutigen Konsum ({\displaystyle U_{0}(C_{0})<U_{0}(C_{1})}) wird die Zeitpräferenzrate negativ.

### Beispiel
Konsument A möchte einen DVD-Film sehen. Er ist bereit, hierfür 10 € zu bezahlen. Damit ist {\displaystyle U_{0}(C_{0})} = 10 (Annahme: ein Euro stiftet genau eine Nutzeneinheit). In einem Jahr wird seine Zahlungsbereitschaft identisch sein: {\displaystyle U_{0}(C_{0})} = {\displaystyle U_{1}(C_{1})} = 10.
Doch wie viel billiger müsste nun die DVD in einem Jahr sein, dass A mit dem Konsum warten wird? Wenn sie in einem Jahr 9 € kosten wird, kauft er sie weiter lieber heute; wird sie nur 7 € kosten, wartet er lieber ein Jahr. Bei einem erwarteten Preis von 8 € ist er unschlüssig, es gilt: {\displaystyle U_{0}(C_{0})} = {\displaystyle U_{0}(C_{1})} + 2 €.
Daher ist seine Zeitpräferenzrate bezüglich dieses Gutes
{\displaystyle Z={\frac {10-8}{10}}=20\,\%\;{\text{p.}}\,{\text{a.}}}

## Rechtfertigung der Zeitpräferenz
Normativ diskutiert wird, ob und unter welchen Bedingungen die Zeitpräferenz positiv oder negativ ist. Es werden einige Argumente für eine positive Zeitpräferenz geführt, die im Folgenden beschrieben werden. Damit wird auch begründet, warum auf geborgtes Geld Zinsen verlangt werden.
- Das Selbstkonzept bzw. die persönliche Identität. Das, was das aktuelle Ich ausmacht, die Wünsche, Ziele, Hoffnungen und Pläne, werden sich mit der Zeit verändern, sodass das zukünftige Ich, zumindest in einem gewissen Rahmen, wie eine andere Person zu bewerten ist und dessen Nutzen oder Wohlbefinden also nicht vollständig einem selbst gehören.[2] Man spricht hierbei auch von Multiplen Persönlichkeiten, das Wohl des aktuellen Ichs wird präferiert.[3]
- Zukünftiger Konsum unterliegt Unsicherheit. Menschen wissen nicht, ob sie den zukünftigen Konsum erleben werden. Es besteht ein gewisses Ausfallrisiko. Dies führt zu einem Zinssatz, der das Borgen von Geld entschädigen soll und die Risikoprämie begründet.[4]
- Jeder Handlung stehen Opportunitätskosten gegenüber. Beim konkreten Verleih von Geld wird auf Ressourcen verzichtet und man könnte durch andere Handlungen Nutzen generieren. Dies soll entschädigt werden.
- Menschen sind offenbar ungeduldig.[3]

2016 diskutierte eine Studie, wie sich Zeitpräferenzen zwischen Ländern als Ergebnis agro-klimatischer Bedingungen entwickelt haben könnten. Die Arbeit beschreibt, wie Bevölkerungen, deren Vorfahren höhere Ernteerträge erzielten, die belohnende Erfahrung von Agrar-Investitionen zum Anlass von Selektion, Adaption und Lernprozessen nahmen, welche dann graduell die Langzeitorientierung als Eigenschaft für diese Bevölkerung steigerten.

## Anwendung in der Neoklassik
In der neoklassischen Wirtschaftstheorie versucht man, die Zeitpräferenz im Discounted-Utility-Modell (kurz DU-Modell, deutsch Nutzendiskontierungsmodell) zu fassen. DU-Modelle nehmen an, dass sich künftiger Nutzen abzinsen und so ein Gegenwartswert berechnen lässt. Die Zeitpräferenz wird hierbei in der Regel durch einen einzigen Parameter, nämlich den Zinssatz, abgebildet. Den so ermittelten Gegenwartswert vergleicht in diesem Modell das Individuum mit dem gegenwärtigen Nutzen und trifft damit optimale intertemporale Entscheidungen.

## Anwendung in der Agiotheorie
Mit der Zeitpräferenz wird in der Agiotheorie der Zins erklärt. Es wird angenommen, dass in aller Regel Menschen gegenwärtigem Konsum eine höhere Wertschätzung entgegenbringen als zukünftigem, und daher alle Privathaushalte tendenziell Kredit aufnehmen wollen. Das sei aber nur möglich, wenn es Wirtschaftssubjekte gibt, die zum Sparen bereit sind. Damit sich zwischen Spar- und Kreditvolumen ein Gleichgewicht einstellt, müsse das Sparen hinreichend attraktiv sein. Das sei es nur, wenn der Realzins positiv ist. Je höher der Zins, desto unattraktiver sei das Aufnehmen eines Kredits. Durch die steigenden Zinsen würden einige der potentiellen Kreditnehmer zu Nicht-Kreditaufnehmern oder sogar zu Sparern; so stelle sich ein Gleichgewicht ein.
Die Deutsche Bundesbank widerlegt die Aussage, Kredite könnten nur vergeben werden, wenn andere Wirtschaftssubjekte sparen würden. Bei Kreditgewährung durch eine Geschäfts- oder Zentralbank wird die dem Kreditnehmer gebuchte Summe neu erschaffen – geschöpft.

## Geschichte und Rezeption
Der britische Mathematiker Frank Plumpton Ramsey beschrieb die Idee der Diskontierung von Nutzen bzw. das Konzept der Zeitpräferenz als ethisch nicht haltbar und nur durch eine Schwäche in der Vorstellungskraft begründet:

„[…] it is assumed that we do not discount later enjoyments in comparison with ealier ones, a practice which is ethically indefensible and arises merely from the weakness of the imagination;“

Eine weitere Rechtfertigung der Diskontierung zukünftigen Nutzen basiert auf dem durch technischen Fortschritt ermöglichten Wirtschaftswachstum. Dadurch würden künftige Generationen „reicher“ sein als die heutigen. Demnach nimmt der Grenznutzen der zukünftigen Generation ab. In Erwartung von Wirtschaftswachstum scheint es daher gerechtfertigt, eine Diskontierung vorzunehmen.
Andererseits besteht die grundsätzliche Kritik, dass diese Form von Diskontierung zu unzureichenden Maßnahmen gegen Klimawandel und Umweltzerstörung führe und damit die Lebensgrundlage zukünftiger Generationen zerstöre. Es entsteht ein Generationenkonflikt.
Diskontierung könnte also zu einem zu optimistischen Paradoxon führen: in Erwartung von Wachstum wird gerechtfertigt mehr Ressourcen zu verbrauchen, als ohne diese Wachstumsannahme. Deshalb könnten zukünftige Generationen, von denen angenommen wird, dass es ihnen besser gehen wird, am Ende schlechter gestellt sein. Die Wachstumserwartung sollte also neben ökonomischen Aspekten auch ökologische oder ethische Gesichtspunkte inkorporieren.